# Milt Jackson
Milt Jackson (1. ledna 1923 Detroit, Michigan, USA – 9. října 1999 New York, New York, USA) byl americký jazzový vibrafonista a hudební skladatel. Během své kariéry vydal řadu alb pod svým jménem a spolupracoval s mnoha dalšími hudebníky, mezi které patří například Cannonball Adderley, Miles Davis, Dizzy Gillespie nebo Oscar Peterson. Byl dlouholetým členem souboru Modern Jazz Quartet.
Zemřel na rakovinu jater ve věku 76 let.